# Kwestia sumienia (film)
Kwestia sumienia – polski film wojenny z 1967 roku na podstawie opowiadania Ambrose'a Bierce'a. Historia dwóch żołnierzy z przeciwnych obozów, którzy próbują walczyć z absurdami wojny w czasie wojny secesyjnej.

## Obsada aktorska
- Andrzej Łapicki – kapitan Parrol Hartroy
- Wiesław Gołas – Dramer Brune
- Zdzisław Maklakiewicz – unionista
- Sylwester Przedwojewski – porucznik Talmer, dowódca plutonu egzekucyjnego
- Ryszard Pietruski – wartownik
- Tadeusz Somogi – konfederata
- Witold Dębicki – wartownik